# Liste der Bischöfe von Limerick
Die folgenden Personen waren Bischöfe von Limerick (Irland):
- Heiliger Munchin († 491)
- Gilbert (Gilli alias Gilla Espaic)	(1106–1138)
- Patrick (1139)
- Erolph (Erolb)	(1140–1151)
- Turgesius (1151–1167)
- Brictius (1167–1195)
- Donat O’Brien (Donnchad Ua’Briain [Donatus])	(1195–1207)
- Geoffrey (1207–1215)
- Edmund (1215–1222)
- Hubert de Burgho (1223–1250)
- Robert O’Neill (1251–1272)
- Gerald le Mareschal (1272–1301)
- Robert Dundonald (1302–1311)
- Eustace de L’Eau (1311–1336)
- Maurice de Rochfort (1337–1353)
- Stephen Lawless (1354–1359)
- Stephen de Valle (1360–1369)
- Peter Curragh (1369–1400)
- Bernardus O Conchobhair (1400)
- Cornelius O’Dea (Conchobhar O Deadhaidh) (1400–1426)
- John Mothel (1426–1458)
- Thomas Leger (1456)
- William Russel, alias Creagh (1459–1472)
- Thomas Arthur (1472–1486)
- Richard Stacpoole (1486)
- John Dunow (1486–1489)
- John O’Phelan [Folan] (1489–1521)
- John Quin (Sean O Cuinn)	(1524–1551)
- William Casey (1551–1556)
- Hugh Lacy (1556–1579)
- Cornelius O’Boyle (1582–1597)
- vakant (1597–1623)
- Richard Arthur (1623–1646)
- Edmund O’Dwyer (1646–1654)
- vakant (1654–1677)
- James Dowley (1677–1685)
- John Molon (1689–1702)
- Cornelius O’Keeffe (1720–1737)
- Robert Lacy (1738–1759)
- Daniel (O’)Kearney (1759–1778)
- Denis Conway (1779–1796)
- John Young (1796–1813)
- Charles Tuohy (1814–1828)
- John Ryan (1828–1864)
- George Butler (1864–1886)
- Edward Thomas O’Dwyer (1886–1917)
- Denis Hallinan (1918–1923)
- David Keane (1923–1945)
- Patrick O’Neill (1945–1958)
- Henry Murphy (1958–1973)
- Jeremiah Newman (1974–1995)
  - John Magee (1995–1996) (Apostolischer Administrator, Bischof von Cloyne)
- Donal Brendan Murray (1996–2009)
- Brendan Leahy (seit 2013)